# Sonata para piano n.º 12 (Beethoven)
A Sonata para piano n.º 12, Op. 26,tem várias características peculiares. Desde o tema com variações do primeiro movimento até o allegro final incansável, passando pela marcha fúnebre, fica claro que Beethoven tinha um sentimento especial por essa sonata.

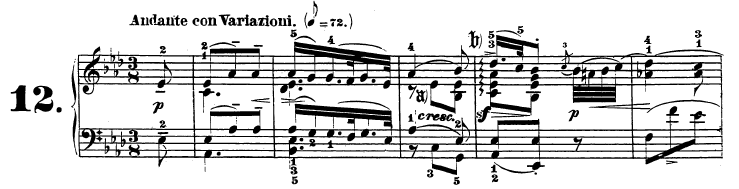
Andante com variazone: Primeiro movimento.

O primeiro movimento vem em forma de tema com variações. Pela primeira vez em suas sonatas para piano Beethoven utiliza essa forma para abrir uma sonata. O tema é composto por uma melodia suave e calma, onde Beethoven deixa abertas várias possibilidades rítmicas e melódicas para serem desenvolvidas nas 5 variações subsequentes.

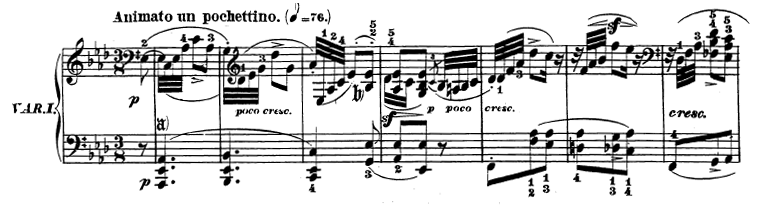
Animato um pochettino: Primeira variação.

A primeira variação explora a parte harmônica do tema. A melodia é implícita, e a mão direita apresenta um "contra canto". Interessante, uma vez que o "contra-canto" vem em oposição a um "canto" que é implícito.

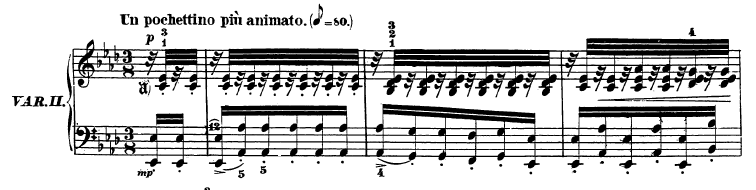
Un pochettino più animato: Segunda variação.

A segunda variação traz na textura rítmica sua principal característica. Beethoven usa a técnica de alternância entre as mãos para dar forma a essa variação. O baixo traz a melodia, intercalada com acordes na mão direita. O tema vai se fragmentando aos poucos, se distanciando de sua forma original.

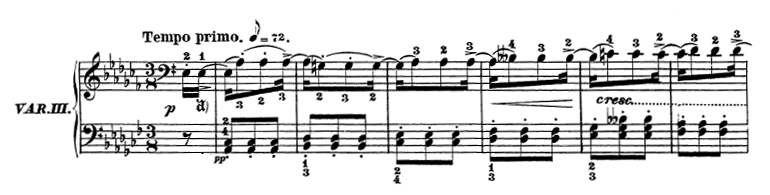
Tempo primo: Terceira variação.

Na variação seguinte a alternância entre a melodia e o acompanhamento permanece, mas não tão clara como na variação anterior. O clima é mais pesado, com a tonalidade menor. Beethoven ainda muda a articulação entre mãos, onde a esquerda tem um caráter um pouco mais percursivo do que a direita. As síncopes deslocam o "pulso" da música, outra característica encontrada em grande parte da obra de Beethoven.

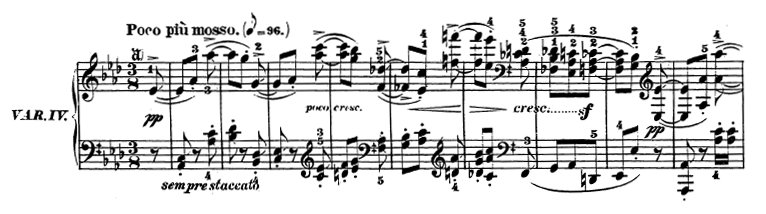
Poco più mosso: Quarta variação.

Na quarta variação, Beethoven explora as síncopes reminiscentes da variação anterior, diluindo ainda mais o tema. Uma variante interessante vem na mão esquerda, quando Beethoven introduz uma figura rítmica (duas semicolcheias seguidas de uma colcheia). Com esse motivo rítmico, o compositor traz o senso rítmico de volta, além de não deixar que a música fique muito diluída.

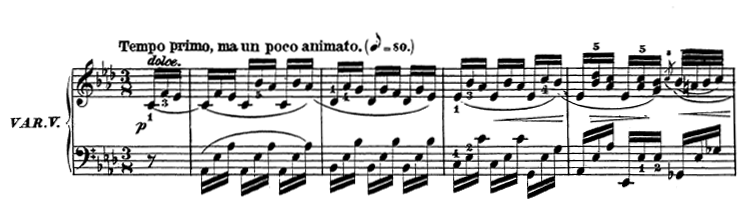
Tempo primo ma um poco animato: Quinta variação.

A última variação, por definição a mais longa e tecnicamente mais difícil (pois funciona como uma coda), apresenta uma relação ritmica intrincada. Quiálteras, semicolcheias e fusas tingem de preto as ultimas páginas deste movimento. As notas repetidas, que vêm lá do início do tema, voltam com toda força, criando o acompanhamento dessa variação final.

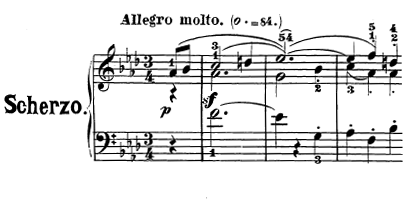
Scherzo (Allegro molto: Segundo movimento.

O segundo movimento é um Scherzo, que vem nos moldes dos scherzi das primeiras sonatas. melodia simples, alguma polifonia e um trio com uma atmosfera um pouco diferente. O interessante na confecção dessa sonata é que o scherzo vem logo depois do primeiro movimento. Na tradicional forma em uma sonata, a dança vem sempre em terceiro lugar, logo depois do movimento lento, como que para tirar o sentimento pesado que um movimento lento sempre traz. A leveza de um minueto ou scherzo prepara o ouvinte para o final brilhante. Não é o caso desta sonata. Aqui a leveza do scherzo vem logo depois de um sóbrio primeiro movimento e antes da marcha fúnebre. O fato é que colocando o scherzo como segundo movimento, Beethoven já começa a quebrar com o tradicionalismo da estrutura da sonata para piano.

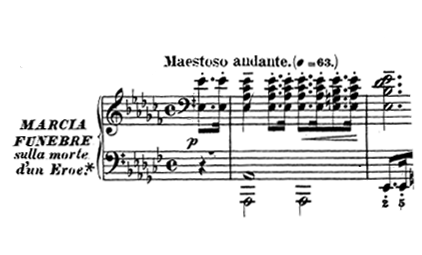
Marcia Funebre sulla morte d'um Eroe: Terceiro movimento.

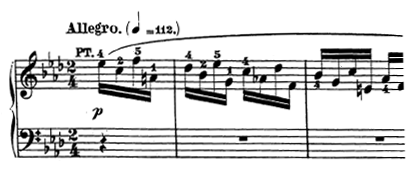
Prestiisimo: Quarto movimento.

A marcha fúnebre, como toda marcha fúnebre, é lenta e carregada de notas pontuadas - que atribuem à música o ritmo marcial. Essa movimento vem com a inscrição "Marcha Fúnebre para a morte de um herói" e traz o caráter solene do início ao fim. Muitos especulam se essa sonata seria uma espécie de prelúdio à terceira sinfonia (Heróica) composta no ano seguinte.
O movimento final aparece numa série interminável de semicolcheias. Como em todas as outras sonatas, o movimento final requer uma técnica apurada por parte do pianista. O turbilhão de notas não para até o final do movimento, por vezes na mão direita, vezes na esquerda e até mesmo em ambas. A forma é o rondó-sonata (A-B-A-C-A-B-A).

## Fonte
BERBER, (apelido). Sonata Op. 13. Extraído do sítio do Fórum musical Presto, <http://presto.s4.bizhat.com/viewtopic.php?t=55&postdays=0&postorder=asc&start=0&mforum=presto>, publicado com permissão do autor. Acesso em: 16 de junho de 2007.
| Sonata para Piano No. 12            |                                      |
|                                     |                                      |
| Composições de Ludwig van Beethoven |                                      |
| Apelido:                            | Marcha Fúnebre                       |
| Forma:                              | Sonata para piano                    |
| Tonalidade - Compasso:              | Lá bemol maior- 3/8                  |
| Movimentos                          | 4                                    |
| Data da composição:                 | 1800-1                               |
| Número da composição:               | Op. 26                               |
| Andamentos                          |                                      |
| Primeiro Movimento                  | Andante com variazone                |
| Segundo Movimento                   | Scherzo (Allegro molto)              |
| Terceiro Movimento                  | Marcia Funebre sulla morte d'un Eroe |
| Quarto Movimento                    | Allegro                              |